# День курка
«День курка» (англ. Boss Level — «Последний уровень») — научно-фантастический боевик Джо Карнахана, поставленный по его собственному сценарию. Главные роли в фильме исполняют Фрэнк Грилло, Наоми Уоттс и Мел Гибсон.
Первоначально компания Entertainment Studios Motion Pictures наметила выпуск фильма на 16 августа 2019 года, но потом отложила его. Впоследствии права на распространение фильма были куплены компанией Hulu, фильм вышел в США 5 марта 2021 года. В России фильм вышел в прокат 11 марта 2021 года.

## Сюжет
Бывший спецназовец Рой Палвер застрял во временной петле. Проснувшись утром, только открыв глаза в постели, Рой едва успевает увернуться от атаки неизвестного, вооружённого мачете. Далее ему приходится избежать нападения целой банды головорезов. События начинаются в 7:00 утра, со 140-й попытки прожить один и тот же день. Постепенно Рой научился строить «прохождение» дня оптимальным образом, чтобы не умереть в первые минуты. Однако пока ни разу Рою не удалось прожить дольше 12:47, когда, несмотря на все усилия Роя, убийцы настигают жертву.
Пытаясь понять происходящее, Рой вспоминает, что «вчера» он встречался с Джеммой Уэлш. Когда-то их связывали отношения, у них остался общий сын Джой, но до нормального брака дело не дошло. Джемма попросила зайти к ней на работу, связанную с каким-то тайным правительственным экспериментом, якобы для трудоустройства. Разговора не получилось, и Роя выпроводил на выход шеф Джеммы — полковник Клайв Вентор. Утром «сегодня» Рой, позвонив в офис, узнаёт от шефа Джеммы, что она умерла. Постепенно восстанавливая события, Рой понимает: она пыталась ему передать нечто важное. Джемма не могла сказать прямо и передала своему бывшему подарок — книгу о древнеегипетской мифологии. Рой ничего в ней не понял, но в один из повторов дня смог найти сына, прогуливавшего школу в салоне видеоигр. Салон находился под землёй, и Рой остаётся жив на несколько минут дольше обычного. Тогда он понимает, что убийцы отслеживают его по маячку в зубе, оказавшемуся экранированным под землёй. Убрав этот источник пеленга, Рой расправляется с киллерами. Перестроив тактику, примерно к 200-й попытке Рой проникает в лабораторию, где работала Джемма, и убивает Клайва Вентора. Именно Вентор и подослал группу убийц расправиться со спецназовцем.
Однако и этого оказывается недостаточно. Хотя он и остаётся жив, в результате последующего запуска секретной установки «Скипетр Осириса», над которой работала Джемма, гибнет весь мир. Рой постепенно постигает смысл подарка: супруга Осириса Исида смогла вернуть его из загробного мира. Рой сближается с Джоем и проводит время, которое у него теперь есть, с сыном. Джой рассказывает, что утром «сегодня» ему позвонила мать, то есть какое-то время она ещё была жива. Рой понимает, что ему нужно пройти день ещё быстрее — за 14 минут. Так ему удаётся спасти Джемму от смерти и узнать, как ему остановить конец света. Установка была способна менять ход времени. При помощи неё Клайв Вентор собирался переиграть ход мировой истории, позволив человечеству избежать некоторых страшных ошибок в прошлом. Джемма решила остановить своего безумного босса и в последний момент поместила в установку ДНК Роя. Так он попал во временную петлю и оказался вынужден найти решение.
Концовка картины открытая: Рой, попрощавшись с Джеммой, отправляется внутрь установки в попытке перезагрузить её.
В стриминговой версии сервиса Hulu представлена альтернативная концовка, переснятая студией Blumhouse Productions "для повышения коммерческой рентабельности фильма": Рой после проникновения внутрь установки отправляется в финальный цикл прошедшего дня, после которого петля разорвется окончательно и предотвратит апокалипсис, а это значит, что ему больше нельзя умирать. Рой просыпается в начале последнего цикла и бормочет фразу «Piece of cake» («Легкотня»), после чего экран затемняется и начинаются титры.

## В ролях
- Фрэнк Грилло — Рой Палвер
- Мел Гибсон — полковник Клайв Вентор
- Уилл Сассо — Бретт
- Наоми Уоттс — Джемма Уэллс
- Аннабелль Уоллис — Элис
- Роб Гронковски — пулемётчик вертолёта
- Кен Джонг — шеф Джейк
- Мишель Йео — Дай Фень
- Рио Грилло — Джой
- Матильда Олливье — Габриэль
- Селина Ло — Гуаньинь
- Куинтон Джексон и Рашад Эванс — «Немцы-близнецы»
- Шон Маккинни — Дэйв

## Производство
Съёмки фильма, который ранее назывался «Continue», должны были начаться в 2012 году. Режиссёр Джо Карнахан планировал снять фильм по собственному сценарию вместе со студией 20th Century Fox. В сентябре 2012 года Карнахан представил видео кинопроб с актёром Фрэнком Грилло.
В ноябре 2017 года было объявлено о том, что Мел Гибсон и Фрэнк Грилло ведут переговоры о том, чтобы исполнять главные роли в фильме Джо Карнахана, который он будет ставить по собственному сценарию. Дальнейший подбор актёров для фильма проходил в марте 2018 года и привёл к тому, что Уилл Сассо, Наоми Уоттс, Аннабелль Уоллис и Роб Гронковски присоединились к созданию фильма. Съёмки фильма начались в том же месяце в Джорджии. Кен Джонг, Матилд Олливье, Селина Ло и Мишель Йео присоединились к актёрскому составу фильма в следующем месяце.

## Маркетинг
Первый переведённый на русский язык трейлер фильма был опубликован в интернете 1 февраля 2021 года, второй — 25 февраля.